# ستيفي يونغ
ستيفي يونغ (بالإنجليزية: Stevie Young)‏ هو عازف قيثارة بريطاني، ولد في 12 نوفمبر 1956 في غلاسكو في المملكة المتحدة.

## وصلات خارجية
- الموقع الرسمي
- ستيفي يونغ على موقع ميوزك برينز (الإنجليزية)
- ستيفي يونغ على موقع أول ميوزيك (الإنجليزية)
- ستيفي يونغ على موقع ديسكوغز (الإنجليزية)